# Hydrogenotroof
Een hydrogenotroof organisme is een chemotroof organisme dat de benodigde energie verkrijgt door oxidatie oftewel chemosynthese van waterstof. Hiertoe behoren hydrogenotrofe bacteriën, zoals die van het geslacht Ralstonia.
De reactievergelijking bij Ralstonia bacteriën is:
Waterstof + zuurstof + kooldioxide wordt door chemosynthese omgezet in water en CH2O¹): CO2 + 3 H2 + O2 → CH2O + 3 H2O
¹) noot: CH2O (koolhydraat) wordt als voedsel voor de opbouw van het organisme gebruikt. De hier aangegeven verbinding CH2O  staat eigenlijk voor alle koolhydraten.